# Шафар
Шафа́р — должностное лицо в Великом княжестве Литовском, руководитель сборщиков налогов («поборцев»). Выбирался шляхтой повета. Забирал у поборцев деньги и счета и отвозил их в столицу — Вильну. Если в повете не было поборцев, шафар занимался сбором налогов сам. В городах контролировал обложение населения налогами и поборами и расходование собранных средств. В частновладельческих имениях выполнял функции бухгалтера и эконома.
Военный шафар (укр. військовий шафар) — служебное лицо в Запорожской Сечи (XVI-XVIII вв.), собиравшее налог с купцов в пользу военной казны на переправах через Днепр, Южный Буг и Самару.